# Ronderosacris
Ronderosacris is een geslacht van rechtvleugeligen uit de familie veldsprinkhanen (Acrididae). De wetenschappelijke naam van dit geslacht is voor het eerst geldig gepubliceerd in 1978 door Carbonell & Descamps.

## Soorten
Het geslacht Ronderosacris omvat de volgende soorten:
- Ronderosacris corruganota Bruner, 1910
- Ronderosacris fortis Carbonell & Descamps, 1978